# Nina Hagen (album)
Nina Hagen – szósty album punk rockowej piosenkarki Niny Hagen.

## Lista utworów
1. "Move Over"
2. "Super Freak Family"
3. "Love Heart Attack"
4. "Hold Me"
5. "Viva Las Vegas"
6. "Live on Mars"
7. "Dope Sucks"
8. "Only Seventeen"
9. "Where's the Party"
10. "Michail, Michail (Gorbachev Rap)"
11. "Ave Maria"